# Arachnothera robusta
Arachnothera robusta е вид птица от семейство Nectariniidae.

## Разпространение
Видът е разпространен в Бруней, Индонезия, Малайзия и Тайланд.